# MI5
Il Security Service, spesso indicato come MI5 (Military Intelligence, Sezione 5), è l'ente per la sicurezza e il controspionaggio del Regno Unito. Il numero 5 rappresenta la quinta lettera dell'alfabeto, E, che sta per England: MI5 si occupa quindi di interni (mentre il MI6 si occupa della sicurezza esterna), segnatamente della protezione dalle minacce alla sicurezza nazionale: del Re e dei membri della Famiglia Reale, della democrazia parlamentare e degli interessi economici britannici, della lotta ai crimini gravi, al separatismo, al terrorismo e allo spionaggio nel Regno Unito.
Dal 1995 ha sede a Thames House, a Londra. Dipende dall'Home Office ed è sotto la formale direzione del Joint Intelligence Committee (JIC).

## Storia

### I primi anni
Come l'MI6, anche l'MI5 ha le sue basi nel Secret Service Bureau, fondato nel 1909 come organizzazione preposta al controllo sulle operazioni segrete. Il Bureau era originariamente diviso in una sezione navale e una dell'esercito. La sezione navale era specializzata in attività di spionaggio all'estero, mentre quella dell'esercito iniziò ad occuparsi del controspionaggio all'interno del Regno Unito. La divisione fu formalizzata. Dopo una serie di cambi di nome burocratici durante i quali fu conosciuta come MO5 (Direzione per le Operazioni Militari sezione 5) e l'aggiunta di vari sottodipartimenti denominati con lettere dell'alfabeto, la sezione interna cominciò dal 1915 ad essere conosciuta come MI5 (Direzione dell'Intelligence Militare sezione 5), nome che mantiene informalmente ancora oggi.
Il fondatore fu Vernon Kell, che la guidò fino alla prima parte della Seconda guerra mondiale. Il suo compito era inizialmente limitato a garantire la sicurezza nazionale attraverso il controspionaggio. Lavorava in collaborazione con la Special Branch della Metropolitan Police e il servizio segreto era responsabile dell'attività direttiva e dell'identificazione delle spie straniere, mentre la polizia forniva personale per le indagini su questi casi e per arresti e interrogatori.
Il servizio segreto ebbe molti successi prima della guerra mondiale. Fu creato in un clima di isterismo sulla supposizione dell'esistenza di una rete di centinaia di migliaia di spie tedesche, pronte ad attività di spionaggio e sabotaggio prima dell'invasione tedesca. In realtà nessuna invasione era pianificata ed esistevano solo una ventina di spie tedesche incompetenti. MI5 ebbe rapidamente successo nell'identificarle e Kell prese la decisione di non arrestarle ma tenerle sotto controllo fino allo scoppio della guerra. Pensò che arrestandole, i tedeschi avrebbero inviato altre spie al loro posto sconosciute alle autorità britanniche. Invece attese lo scoppio della guerra e dopo dodici ore dalla notizia arrestò l'intera rete, privando completamente la Germania di un'affidabile intelligence all'interno del Regno Unito.

### Il periodo tra le due guerre
Dopo il promettente inizio, la storia dell'MI5 peggiorò. Negli anni dieci e venti ebbe considerevoli successi nel controspionaggio. La Germania continuò a tentare infiltrazioni di spie durante la guerra. Ma l'MI5, usando un metodo che prevedeva uno stretto controllo sulle entrate e uscite dal paese – e, fondamentalmente, un controllo su larga scala della posta, identificò facilmente tutti gli agenti. Dopo la guerra, l'attenzione si concentrò sui tentativi dell’Unione Sovietica, e dei paesi comunisti, di fornire supporto ad attività rivoluzionarie nel Regno Unito; l'esperienza dell'MI5, unita all'iniziale incompetenza dei sovietici, permise di avere successo nell'identificazione e nel monitoraggio di queste attività.
Nel frattempo, il ruolo dell'MI5 si era allargato. A causa del timore delle spie, l'MI5 ebbe molte più risorse del necessario per controllare le spie tedesche. Ciò, secondo quanto avviene nelle burocrazie governative, lo costrinse ad allargare i suoi compiti per usare le risorse inutilizzate. L'MI5 acquisì nuove responsabilità durante la guerra. Ebbe un ruolo più politico e venne coinvolto nella sorveglianza non solo di agenti stranieri ma di pacifisti, organizzazioni contro la coscrizione e sindacati. Ciò si giustificò ritenendo che ci fosse l'influenza degli stranieri alla base di queste organizzazioni. Alla fine della guerra l'MI5 era una polizia segreta pur senza poteri di arresto oltre che un'agenzia di controspionaggio. L'espansione dei compiti continuò dopo un breve periodo post-bellico di contrasti con il capo dello Special Branch, Sir Basil Thompson. L'MI5 acquisì la responsabilità delle operazioni di sicurezza non solo in Gran Bretagna ma in tutto l'Impero britannico e con il declino dell'impero gli agenti di sicurezza delle British High Commission tornarono a Londra e si aggregarono al MI5, che ebbe un ruolo importante in Irlanda.
Le operazioni durante la guerra anglo-irlandese furono un disastro. Infiltratosi nell'Irish Republican Army, anche prima che Michael Collins ordinasse una spietata purga degli agenti irlandesi dell'MI5, molti dei quali furono uccisi, non riuscì a fornire utili informazioni sui movimenti dell'esercito repubblicano irlandese durante la Home Rule e le controversie indipendentiste.
Nel 1931 l'MI5 divenne autonoma, sotto l'egida dell'Home Office, ma di fatto dipendente direttamente dal primo ministro. Il declino dell'MI5 nel controspionaggio iniziò negli anni trenta. Esso fu vittima dei propri successi passati e incapace di cambiare la filosofia di pensiero che aveva seguito negli anni '10 e '20. in particolare, fu incapace di adeguarsi ai nuovi metodi del NKVD, il servizio segreto russo poi divenuto il KGB. Continuò a pensare ad agenti che cercavano di avere informazioni attraverso l'osservazione o la corruzione o ad agitare sindacati e forze armate mentre si facevano passare per normali cittadini. L'NKVD aveva metodi più sofisticati e iniziò a reclutare agenti all'interno dell'establishment, molti all'Università di Cambridge, che erano un investimento di lungo termine. Essi in seguito raggiunsero importanti posizioni nel governo e nella stessa intelligence britannica come dimostra il caso di Kim Philby, dalle quali fu facile fornire informazioni sensibili al NKVD. I più capaci di questi agenti, (Harold 'Kim' Philby, Donald Maclean Guy Burgess, Anthony Blunt e John Cairncross) furono scoperti solo dopo la fine della Seconda Guerra Mondiale e furono conosciuti come Cambridge Five.

### La seconda guerra mondiale
Allo scoppio della seconda guerra mondiale era cronicamente impreparato, sia come organizzazione che come risorse per l'internamento su larga scala dei nemici stranieri nel tentativo di scoprire agenti nemici. L'operazione fu gestita malamente e contribuì al primo collasso dell'agenzia nel 1940. Una delle prime azioni di Winston Churchill arrivato al governo all'inizio del 1940, fu quindi licenziare il capo dell'agenzia Vernon Kell. Inizialmente fu sostituito dal brigadiere generale fuori servizio A.W.A. Harker, come direttore generale supplente. Harker fu rapidamente sostituito da David Petrie, un uomo del MI6, con Harker come vice. Alla fine della battaglia d'Inghilterra e abbandonati i piani di invasione, il timore delle spie si attenuò e la politica di internamento fu gradualmente abbandonata.
Ciò alleviò la pressione sul MI5 e gli consentì di concentrarsi sul maggior successo del periodo bellico, il cosiddetto double-cross system. Era un sistema basato su una nota interna scritta da un agente nel 1936 che criticava la politica di lungo termine di arrestare e processare tutti gli agenti nemici scoperti dal MI5. Molti avevano offerto di collaborare con il Regno Unito dopo la cattura ma prima del 1939 tali richieste furono sempre respinte. La nota suggeriva di tentare di “girare” a proprio favore gli agenti catturati, quando possibile, e usarli per depistare l'intelligence nemica. La proposta fu tradotta in un massiccio e ben organizzato sistema di defezioni dal nemico durante la guerra. Dopo la cattura dell'agente Owens, nome in codice Snow, l'MI5 iniziò ad offrire ai nemici la possibilità di evitare il processo (e l'eventuale pena di morte) se avessero lavorato come agenti doppiogiochisti inglesi. Gli agenti che accettavano erano sorvegliati dall'MI5 nel trasmettere informazioni sbagliate al servizio segreto tedesco, l'Abwehr. Necessitava di uno sforzo organizzativo su larga scala perché le informazioni dovevano essere valide in apparenza ma in realtà depistanti. Un comitato d'alto livello, il Wireless Board, era costituito per fornire queste informazioni. Le operazioni quotidiane erano delegate a un sottocomitato, il Twenty Committee, così chiamato perché il numero venti in numeri romani, XX forma una doppia croce (da cui double cross system).
Fu uno straordinario successo. Un'analisi postbellica dell'intelligence tedesca registra che su 115 agenti inviati contro il Regno Unito, tutti tranne uno che si suicidò furono identificati e presi e molti furono i doppiogiochisti. Il sistema giocò un ruolo principale nelle massicce campagne di disinformazione che precedettero in grandi sbarchi alleati in Sicilia (Operazione Mincemeat) e in Normandia, con lo scopo di dare informazioni sbagliate su luogo e tempi dello sbarco.

### Il secondo dopoguerra
La responsabilità personale del Primo Ministro sul servizio fu delegata all'Home Secretary Maxwell-Fife nel 1952, un sistema che dura tuttora. Una direttiva dell'Home Secretary stabilisce i compiti del servizio e il ruolo del Direttore Generale che non ebbe una regolazione legale fino al 1989 con l'approvazione del Security Service Act. Infatti solo alla fine degli anni ottanta il governo ammise l'esistenza del servizio che era segreta fino ad allora. L'MI5 ha reclutato apertamente agenti attraverso annunci sui giornali dal 1997 e ha un sito internet dal 2000 circa. Attuale direttore generale è Eliza Manningham-Buller.
Il dopoguerra fu un periodo difficile per il servizio, che aveva fallito l'identificazione dei Cambridge Five e subito molte critiche per questo. Doveva anche fronteggiare la sfida del KGB, estremamente attivo nel Regno Unito e della nascita del separatismo irlandese e del terrorismo internazionale. Il servizio fu utile a scoprire una rete di spie sovietiche all'inizio degli anni settanta, quando 105 membri dello staff dell'ambasciata sospettati di coinvolgimento in attività di spionaggio furono espulsi dal paese nel 1971. La crescente violenza politica in Irlanda del Nord spostò l'attenzione su organizzazioni paramilitari repubblicane e lealiste. Intanto, l'MI5 continuava a collaborare con i servizi di altri paesi contro il terrorismo internazionale.
L'MI5 fu seriamente imbarazzato nel 1983 quando un suo agente, Michael Bettaney, fu scoperto mentre tentava di vendere informazioni al KGB e condannato per spionaggio. Il servizio fronteggiò la controversia emersa quando fu scoperto il monitoraggio dei sindacati e dei politici di sinistra; il primo ministro laburista Harold Wilson era convinto che essi cospirassero contro di lui e il ministro dell'Interno laburista Jack Straw scoprì che il servizio di cui era responsabile teneva un archivio sui suoi trascorsi di studente radicale. (Nel suo libro “Spycatcher” l'ex agente Peter Wright scrive che oltre 30 membri del servizio avevano progettato di rovesciare Wilson ma l'affermazione fu esaustivamente investigata e si concluse che nessun piano era mai esistito; anche Wright al programma della BBC1 “Panorama” ammise l'infondatezza del suo racconto nel 1988).
Anche all'interno del servizio vi furono problemi. Molti disertori raccontarono di infiltrazioni ad alto livello. Peter Wright e altri colleghi ritenevano responsabile l'ex direttore generale stesso, Roger Hollis. Ma l'inchiesta Trend del 1974 prosciolse Hollis. In seguito le prove fornite dall'ex agente del KGB Oleg Gordievsky confermarono questo giudizio.

### La lotta al terrorismo
La fine della guerra fredda e l'inizio della guerra al terrore hanno rinforzato la collaborazione internazionale contro il terrorismo. Dopo piccoli scontri con il Metropolitan Police Special Branch, l'MI5 ha guidato le indagini sulle attività dell'Irish Repubblican Army in Gran Bretagna. Ha ottenuto successi infiltrandosi nella Provisional IRA, con operazioni segrete in collaborazione con molte Special Branches della polizia che hanno portato a 21 condanne per reati di terrorismo tra il 1992 e il 1999. Alcuni commentatori ritengono che l'abilità del MI5, aiutata dall'alta tecnologia, nell'infiltrare e monitorare le attività dell'IRA sia una delle principali ragioni per cui l'organizzazione ha deciso di partecipare al processo di pace. Altri esperti contestano questa tesi. Essi sottolineano che l'IRA era almeno ugualmente abile a contrastare le infiltrazioni del MI5 con le Internal Security Unit che hanno scoperto e ucciso almeno una dozzina dei principali informatori del MI5 negli ultimi 30 anni. Comunque l'MI5 ha iniziato una guerra con i gruppi paramilitari repubblicani sin dagli inizi degli anni settanta; i repubblicani lo hanno accusato di collusione con i gruppi paramilitari lealisti. Nel marzo 2005 è stato annunciato che l'MI5 si incaricherà dell'intelligence in Irlanda del Nord dal 2007. Sia Nuala O'Loan, Police Ombudsman in Irlanda del Nord che Al Hutchinson commissario capo della polizia nordirlandese hanno espresso riserve sulla decisione.
Dal 1994, l'attività del MI5 è soggetta al controllo dell'Intelligence and Security Committee del Parlamento.
Nel 1996, la nuova legislazione formalizzò l'estensione del potere del servizi includendo il supporto alle forze dell'ordine nel lavoro contro gravi crimini. Questo causò alcune controversie a quel tempo, poiché era vista dai difensori dei diritti civili come una preoccupante evoluzione verso una funzione di polizia “quasi-segreta” e un'intrusione nel campo gelosamente custodito dalle altre forze dell'ordine. Comunque tale compito era su richiesta delle forze dell'ordine.
Con l'aumento dei militanti islamici, quest'area di lavoro diminuì rapidamente e l'11 maggio 2006 il direttore generale annunciò la sospensione del lavoro sui gravi crimini per liberare risorse per la lotta al terrorismo. La nuova Serious Organised Crime Agency (SOCA) assumerà le competenze del MI5 nelle indagini sui più gravi crimini.
L'MI5 è ora sulla prima linea nella lotta al terrorismo nel Regno Unito. Numerose operazioni contro sospetti militanti e l'internamento di sospetti chiave nel HM Prison Belmarsh a Londra, sono state merito del MI5. È stato dichiarato che agenti del MI5 sono stati coinvolti in interrogatori di sospetti terroristi inglesi detenuti nel campo di prigionia di Guantánamo a Cuba e forse nella base statunitense di Diego Garcia.

## Direttori Generali del MI5
- 1909–1940: Vernon Kell (dal 1919, Sir) (1873–1942)
- 1940–1946: Sir David Petrie (1879–1961)
- 1946–1953: Sir Percy Sillitoe (1888–1962)
- 1953–1956: Dick White (dal 1955, Sir) (1906–1993)
- 1956–1965: Roger Hollis (dal 1960, Sir) (1905–1973)
- 1965–1972: Martin Furnival Jones (dal 1967, Sir) (1912–1997)
- 1972–1979: Michael Hanley (dal 1974, Sir) (1918–2001)
- 1979–1981: Sir Howard Smith (1919–1996)
- 1981–1985: Sir John Jones (1923–1998)
- 1985–1988: Sir Anthony Duff (1920–2000)
- 1988–1992: Patrick Walker (dal 1990, Sir) (1932–2021)
- 1992–1996: Stella Rimington (dal 1996, Dame) (1935–2025)
- 1996–2002: Stephen Lander (dal 2000, Sir) (1947–)
- 2002–2007: Honor. Dame Eliza Manningham-Buller (1948–)
- 2007-2013: Jonathan Evans (1958-)
- 2013-2020: Andrew Parker (1962-)
- 2020-in carica: Ken McCallum (1974-)